# 2-Гидроксиэстрон
2-Гидроксиэстрон (2-OHE1), также известный как эстра-1,3,5(10)-триен-2,3-диол-17-он, является эндогенным катехоловым эстрогеном природного происхождения и основным метаболитом эстрона и эстрадиола. Он необратимо образуется из эстрона в печени и в меньшей степени в других тканях через 2-гидроксилирование, опосредованное ферментами цитохрома P450, главным образом подсемействами CYP3A и CYP1A. 2-OHE1 — самый распространенный катехиновый эстроген в организме. Он не является в значительной степени утеротрофным в биоанализах, в то время как другие гидроксилированные метаболиты эстрогена, включая 2-гидроксиэстрадиол, 16α-гидроксиэстрон, эстриол (16α-гидроксиэстрадиол), 4-гидроксиэстрадиол и 4-гидроксиэстрон.